# Moselbrücke Remich
Die 1959 gebaute Moselbrücke Remich ist eine Straßenbrücke über die Mosel zwischen dem luxemburgischen Remich und dem saarländischen Nennig. Sie liegt am Mosel-km 233,43 und verbindet die Route nationale 2 (Luxemburg) mit der deutschen Bundesstraße 406.
Eine erste Brücke von 1866 wurde 1944 zerstört. Die heutige Spannbetonbrücke stammt aus dem Jahr 1959.
Die Brücke ist eine von fünf Brücken über die Mosel zwischen Luxemburg und Deutschland. Die anderen vier Brücken sind der Viadukt von Schengen, die Moselbrücke Schengen, die Moselbrücke Wormeldange–Wincheringen und die Moselbrücke Wellen–Grevenmacher. Weitere Brücken nach Deutschland gibt es an Sauer und Our.

## Die Vorläuferbrücken

### Brücke aus dem Mittelalter
Ursprünglich existierte eine im Mittelalter erbaute Brücke, die erstmalig 1462 im Weistum von Remich und Haff Remich erwähnt wurde. 
Die Brücke wird außerdem am 13. August 1804 in einem Dekret erwähnt, in dem die Gebühren für Brücken im Forstministerium festgelegt wurden. Etwa 100 Meter flussabwärts der heutigen Brücke befand sich früher eine bei Ebbe befahrbare Straße, die früher für den grenzüberschreitenden Verkehr wichtig war. Auf beiden Seiten der Auffahrt befanden sich Grenzsteine, von denen der Grenzstein Nr. 5 noch heute an diesem Ort zu sehen ist und heute unter dem Begriff Rothhaus bekannt ist.

### Brücke von 1866
Die alte Brücke aus dem Jahr 1866 war eine Bogenbrücke mit neun steinernen Bögen, die eine Länge von 250,95 Metern hatte. Die Bögen wiesen eine Spannweite zwischen den Pfeilern jeweils 22 Meter auf, die Fahrbahn war 5 m breit und auf jeder Seite befand sich ein Gehsteig, der etwas höher als die Fahrbahn war. Das Brückengeländer bestand aus Schmiedeeisen.
Im Jahr 1863 wies der damalige kantonale Piqueur in Remich Nicolas Gonner, in seiner Broschüre für den Gemeinderat auf die Bedeutung einer Brücke zwischen Luxemburg und Preußen hin, zumal die luxemburgischen Winzer oftmals auf der preußischen Seite der Mosel Ackerland besaßen.
Nach langen Verhandlungen mit den Preußen und Verhandlungen mit der preußischen Armee, die die Anbringung von Sprengkammern auf den Brückenköpfen forderte, kam es schließlich so weit, dass am 11. August 1863 in der Gemeinde Remich Housses Plan zum Bau einer Brücke bekannt gegeben und akzeptiert wurde.
Die Freude darüber währte nicht lange, denn einige Mitglieder des Kommunalverwaltung Remich hatten Bedenken hinsichtlich Housses Plan, und eine Kommission musste die Pläne prüfen. Sie lehnte den Kostenvoranschlag und den Plan umgehend ab und der Eisenbahningenieur von Wëllem, Oscar Belanger, wurde damit beauftragt, einen neuen Plan mit Kostenvoranschlag zu erstellen. Er schlug eine Brücke mit neun Bögen vor, wie sie damals bei der Eisenbahn üblich waren, und der Bau sollte 330.000 Franken kosten. Der Ort an der Mosel ist auf einer dicken Schicht Muschelkalk erhalten geblieben. Der Plan wurde am 23. März 1865 angenommen, und am 24. März gab die Gemeinde ein Angebot für die Arbeiten ab, und der Bauunternehmer von Dikrecher, Pierre-Joseph Vanderaiken, erhielt den Auftrag, und die Brücke sollte am 31. Dezember 1866 fertiggestellt werden. Aufgrund der Cholera-Epidemie im Jahr 1866 in Luxemburg, der auch Vanderaiken zum Opfer fiel, kam es zu mehreren Problemen. Die Brücke konnte 1866 fertiggestellt und am 9. Juli 1867 im Beisein von Prinz Harry eingeweiht werden.
Der Brückenbetrieb wurde eingestellt und der Passagier P. Kieffer erhielt eine Entschädigung von 506 Franken.
Durch einen großherzoglichen Erlass wurde die Gemeinde Remich, die den Bau der Brücke finanzierte, ermächtigt, eine Maut zu erheben. Am 5. Oktober 1866 stimmte die Gemeinde Rímech über die Höhe der Maut ab und die Bußgelder wurden festgelegt. Danach wurde die Konzession zur Erhebung der Maut jeweils für drei Jahre erteilt. Ab 1939 wurde keine Maut mehr erhoben.
Die Brücke wurde im Zweiten Weltkrieg im September 1944 von deutschen Truppen gesprengt, nachdem die Offensive der Amerikaner immer näher an die Mosel heranrückte. Nach Kriegsende bis zum Bau der heutigen Brücke wurde der zerstörte Teil auf der luxemburgischen Seite durch eine provisorische Holzbrücke ersetzt, die die amerikanischen Pioniertruppen mit Holz aus Oregon bauen ließen.

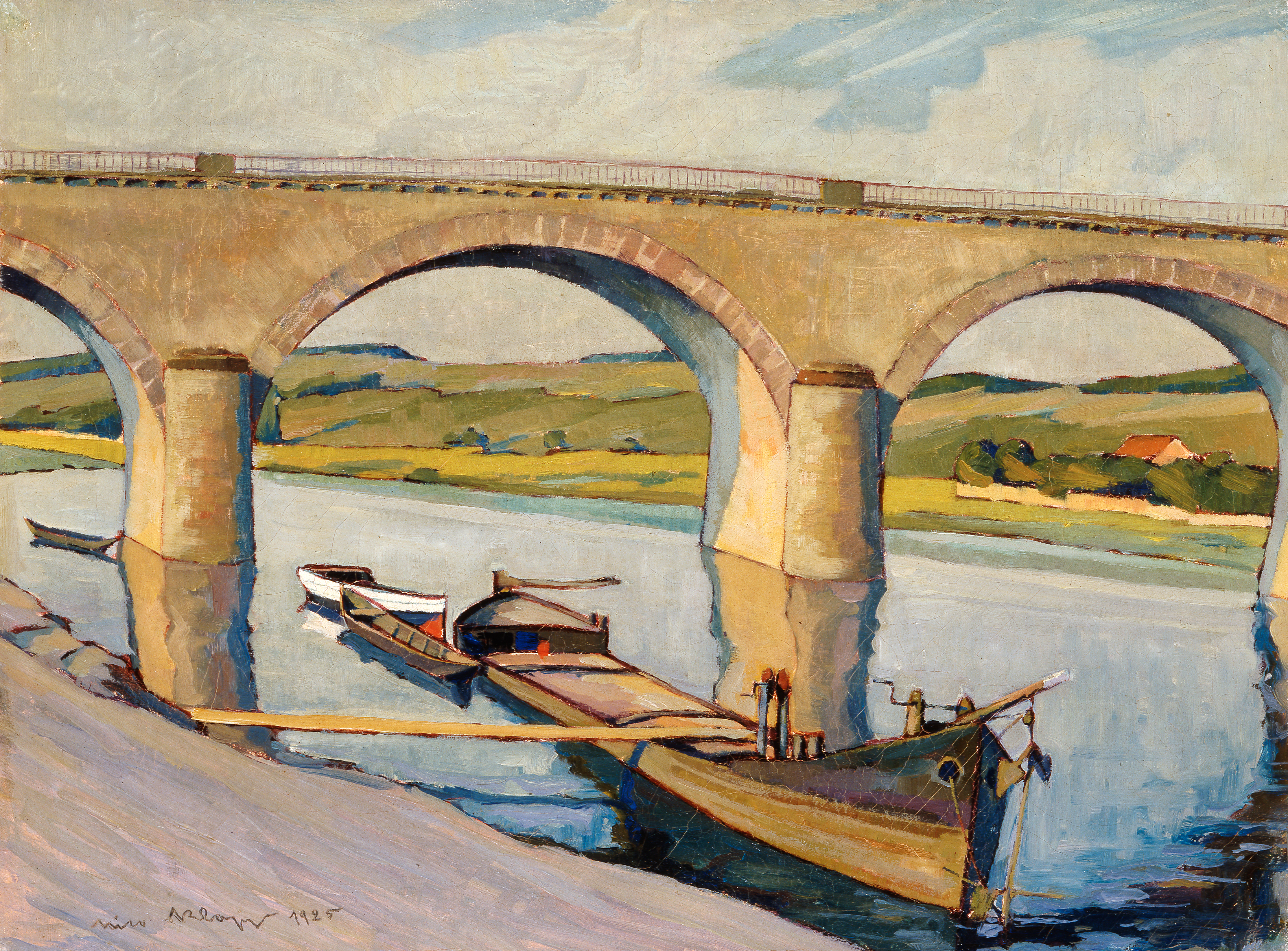
Die Brücke von Remich, Gemälde von Nico Klopp
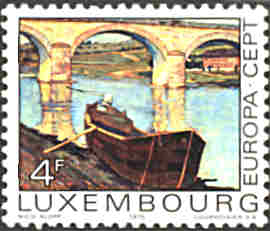
4-Franken-Briefmarke der Luxemburger Post mit Motiv alte Moselbrücke Remich von Nico Klopp
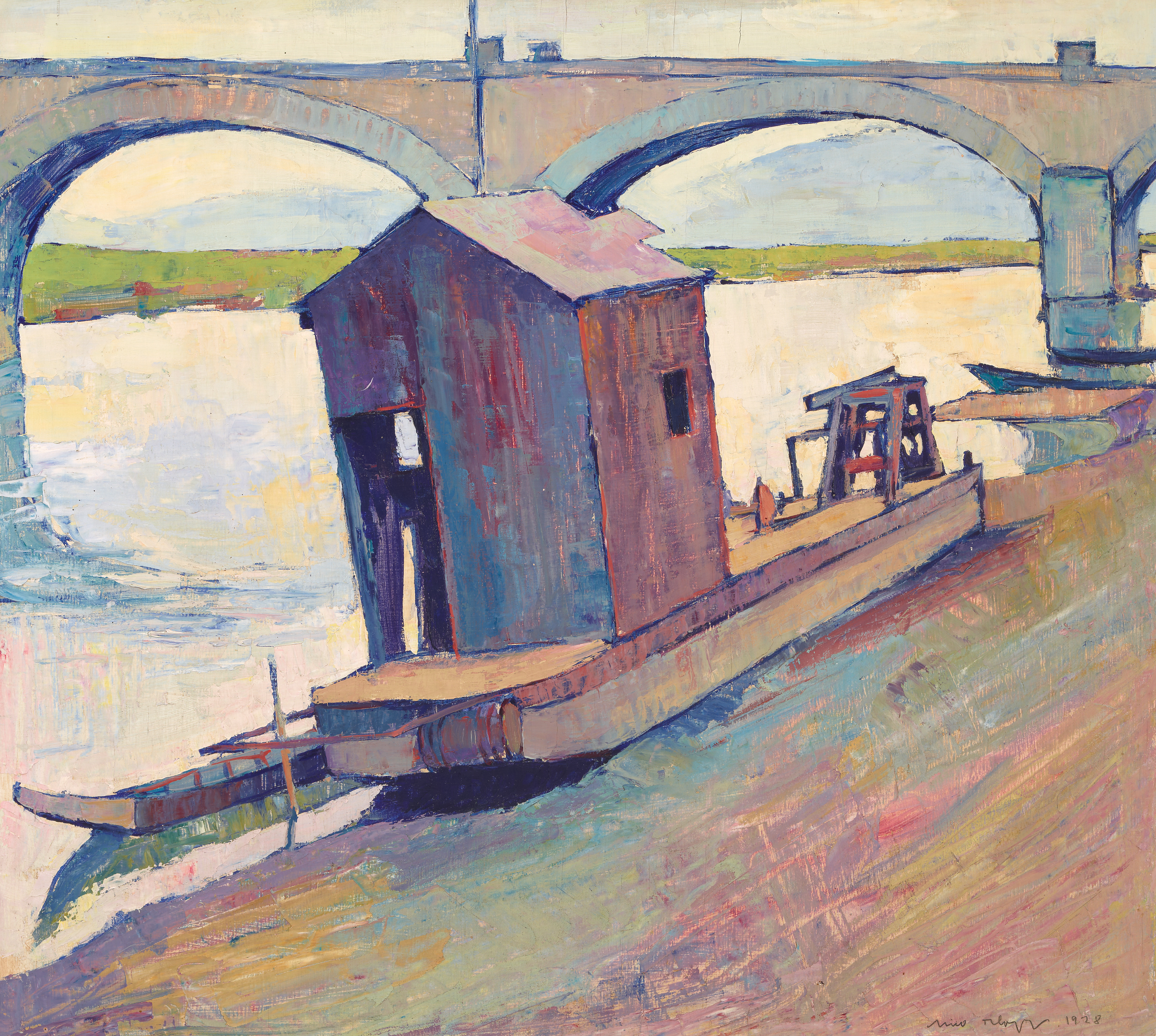
An der alten Moselbrücke von Nico Klopp

## Die heutige Brücke
Die neue Brücke aus dem Jahr 1959 ist eine Auslegerbrücke, deren Pfeiler in der Höhe variabel sind. Sie ist 228,90 Meter lang und besteht aus 6 Feldern mit folgenden Spannweiten: 26,60 m – 25,30 m – 3 × 51,00 m – 24,00 m.
Der Tisch besteht aus Spannbeton und die Pfeiler ruhen auf Stahlbetonpfeilern.
Zwischen Ostern und Juni 1983 wurde die Brücke erstmals saniert und war vom 11. Mai 2009 bis 27. Oktober 2009 aufgrund von Reparaturarbeiten durch den Landesbetrieb für Straßenbau Saarland komplett für den Verkehr gesperrt.

## Grenze und Kondominium
Die alte Brücke war vom Ersten Weltkrieg an auf beiden Seitdem mit Zollposten besetzt. Beim Bau der neuen Brücke wurden die Zollgebäude der beiden Länder auf der deutschen Seite der Grenze eingerichtet.
Die Moselbrücke Remich liegt im gemeinschaftlichen deutsch-luxemburgischen Hoheitsgebiet, sie wird also als Kondominium verwaltet.